# Cantó de Noirmoutier-en-l'Île
El cantó de Noirmoutier-en-l'Île era una divisió administrativa francesa del departament de la Vendée, situat al districte de Les Sables-d'Olonne. Comptava amb 4 municipis i el cap era Noirmoutier-en-l'Île. Va desaparèixer el 2015.

## Municipis
- Barbâtre
- L'Épine
- La Guérinière
- Noirmoutier-en-l'Île

## Història
| Data d'elecció                           | Identitat       | Partit                        | Qualitat |
| ---------------------------------------- | --------------- | ----------------------------- | -------- |
| 1951-1976                                | Hubert Poignant | CNIP                          |          |
| 1976-2015                                | Jacques Oudin   | UDR, després RPR, després UMP |          |
| les dades anteriors no són pas conegudes |                 |                               |          |
|                                          |                 |                               |          |

| A partir de 1990: Població sense dobles comptes |